# AC Carpi
AC Carpi talijanski je nogometni klub iz grada Carpija, Emilia-Romagna, Italija. Klub je osnovan 1909. godine i trenutačno igra u trećem rangu talijanskog nogometa, u Serie C. Klupske boje su bijela i crvena.

## Vanjske poveznice
- AC Carpi (na talijanskom jeziku)